# Dauvilliers
Nicolas Dorné, genannt Dauvilliers (* um 1646; † 15. August 1690 in Saint-Maurice), war ein französischer Schauspieler.

## Leben
Dauvilliers war vor der Auflösung Molières Schauspieltruppe im Jahr 1673 Ensemblemitglied am Théâtre du Marais. Wie viele seiner Kollegen ging er dann am  Salle de la Bouteille ein Engagement ein. Bei der Gründung der Comédie-Française war er einer der ersten Schauspieler, die ins Ensemble aufgenommen wurden. 
Vom Privatleben Dauvilliers ist überliefert, dass er 1672 die Schauspielerin Victoire Poison heiratete. Diese nannte sich anschließend Mademoiselle Dauvilliers. Dann war er 1676 Taufpate, zusammen mit Armande Béjart, für das Kind eines Stickereimeisters. Im darauffolgenden Jahr kam bei Dauvilliers eine Tochter, die sie Luise tauften, zur Welt. Erst 1686 konnten die beiden ein weiteres Kind, Anne Françoise, taufen lassen. 
Dauvilliers war sehr hässlich, aber seine Stimme war wohltönend und hatte einen breiten Stimmumfang. Deshalb war ihm auch beruflicher Erfolg beschieden. Allerdings verhinderte Michel Barons Erfolg seinen weiteren Aufstieg. Das quälte Dauvilleirs und bereitete ihm Schlaflosigkeit, was sich auf sein Gemüt niederschlug. Als noch Maria Anna Victoria von Bayern, Frau von Louis de Bourbon, Devilliers aufgrund seiner Hässlichkeit nicht auf der Bühne sehen wollte, erfolgte bei ihm ein psychischer Zusammenbruch. Er wurde ins Hospiz zu Charenton eingeliefert, wo er auch starb.
Dauvilliers Frau, Mademoiselle Dauvilliers, spielte auch am Salle de la Bouteille, war aber nie Vollmitglied im Ensemble. Doch sie bekam eine Leibrente nach ihrem Ausscheiden im Jahr 1680. Der Grund dafür lag in einem Geschwulst im Gesicht, das sie für die Bühne untauglich machte. Aber sie gab Schauspielunterricht, wie beispielsweise für Mademoiselle Duclos. Weiterhin arbeitete sie noch bis 1718 als Souffleuse, um in Saint-Germain-en-Laye, ihrer Heimat, den Lebensabend zu verbringen, wo sie 1733 starb.

## Bühnenrollen (Auswahl)
- Unbekannte Rolle in Pulchérie von Pierre Corneille (1672)
- Den Ariste in Les Femmes savantes von Molière (1673)
- Den Titus in Bérénice von Jean Racine (1681)
- Den Abderamen in Zaïde von Jean de La Chapelle (1681)
- Den Antiochius in Bérénice von Jean Racine (1685)